# Cithaerias phantoma
Cithaerias phantoma (gênero Cithaerias) é uma borboleta neotropical da família Nymphalidae e subfamília Satyrinae, encontrada na Colômbia, Equador, Peru e Brasil amazônico (Amazonas), em habitat de floresta tropical. Encontradas somente em áreas profundamente sombreadas de floresta primária, em altitudes entre cerca de 200 a 800 metros. São borboletas com asas arredondadas e extremamente translúcidas, com pequenos ocelos em cada asa posterior e mancha de cor rosa a avermelhada.

## Hábitos
Segundo Adrian Hoskins, estas borboletas são encontradas solitárias, ou em duplas, nos recessos úmidos e sombrios das florestas, sendo de voo quase sempre crepuscular e de baixa altura. Se alimentam de frutos fermentados, caídos no solo, ou fungos. Elas permanecem paradas por longos períodos, mas são facilmente espantáveis e, se perturbadas, procuram refúgio na vegetação rasteira.